# Rodrigo García (entrenador)
Héctor Rodrigo García Troisi (Montevideo, 1 de noviembre de 1981) es un exfutbolista y entrenador uruguayo. Actualmente dirige del primer equipo y reserva en el Futebol Clube Carrazeda de Ansiães. Dirigió en Italia durante 7 años. Como jugador, jugó en Segunda División de Uruguay, Portugal y en Italia donde fue goleador, capitán e ídolo de Rosegaferro.

## Biografía
Sus inicios como Jugador de fútbol profesional fue en Colón Fútbol Club, luego continuó su carrera en varios países.
Inició su carrera como técnico cuando aún jugaba en la primera, en donde dirige formativas del Rosegaferro de Italia. En 2011 se hace cargo del primer equipo ACD Sommacustoza 08 en donde logra desarrollar exitosamente sus objetivos.
En el año 2018, el Mister Rodrigo toma el control del primer equipo y la reserva de Futebol Clube Carrazeda de Ansiães, donde ejerce en la actualidad.

## Carrera como entrenador

### Rosefagerro
Comenzó su carrera como técnico dirigiendo a los jóvenes del Rosegaferro en Italia. 

### ACD Sommacustoza 08
En julio de 2014, firma con el ACD Sommacustoza 08 para dirigir el primer equipo en la Seconda Categoria in Veneto con el reto de mantener la categoría. El objetivo no se consigue pero al año siguiente logra el nuevamente ascenso.
Posteriormente mantiene la categoría con uno de los presupuestos más bajos de la liga, logrando un gran juego de equipo.

### Futebol Clube Carrazeda de Ansiães
El 30 de julio de 2018 es anunciado como nuevo entrenador del Futebol Clube Carrazeda de Ansiães. 
En una de sus primeras entrevistas, declaró lo siguiente:

«Vamos fazer o melhor possível para atingirmos o objectivo»

## Carrera como futbolista

### Clubes
| Club             | País     | Año       |
| ---------------- | -------- | --------- |
| Colón            | Uruguay  | 1996-1999 |
| Castel Nuevo     | Italia   | 2002-2003 |
| Domegliara       | Italia   | 2003-2004 |
| Valeggio 2002    | Italia   | 2004-2005 |
| Canedo FC        | Portugal | 2005-2006 |
| El Tanque Sisley | Uruguay  | 2007-2008 |
| Villa Teresa     | Uruguay  | 2008-2009 |
| Rosegaferro      | Italia   | 2013-2014 |